# Fredrik Stillmann
Fredrik Jan-Ove Stillman (Jönköping, 22 agosto 1966) è un ex hockeista su ghiaccio svedese.

## Palmarès

### Olimpiadi
- Oro a Lillehammer 1994.

### Mondiali
- Oro a Finlandia 1991.
- Oro a Cecoslovacchia 1992.
- Argento a Germania 1993.
- Argento a Svezia 1995.
- Bronzo a Italia 1994.